# Riva Calzoni
Riva Calzoni är ett företag från Italien som på 1980- och 1990-talen utvecklade enbladiga vindkraftverk. 
Riva Calzoni M30 hade en läplacerad rotor på 33 meter i diameter, ett koniskt ståltorn som var 33 meter högt och en märkeffekt på 250 kW. Det fanns också en mindre variant på verket med en märkeffekt på 55 kW. Båda dessa turbiner tillverkades senare med det tyska företaget Messerschmitt-Bölkow-Blohm. Fördelarna med ett enbladigt verk är att materialkostnaderna blir lägre jämfört med två- och trebladiga turbiner. Nackdelarna är att verket måste hålla ett högre varvtal och därför genererar ett högre buller och en mer störande skugga som gör verket svårplacerat.